# Efecto Overhauser nuclear

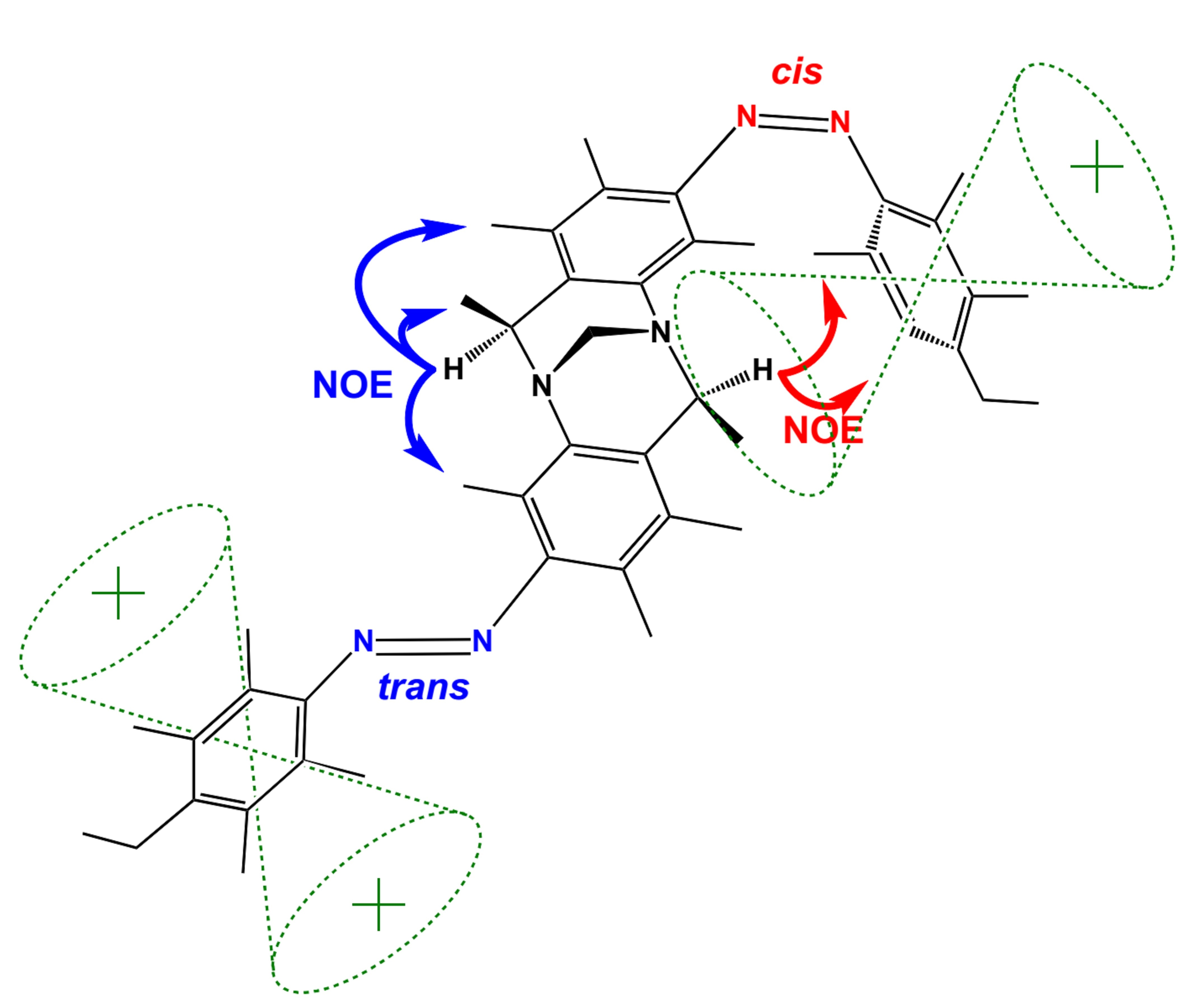
Ejemplo de efecto Overhauser nuclear.

El efecto Overhauser nuclear (NOE en inglés) consiste en la transferencia de la polarización de espín nuclear de una población de espines a otra, vía relajación nuclear cruzada. Este efecto es aprovechado por distintas técnicas de RMN multidimensional para la elucidación de estructuras tridimensionales de compuestos orgánicos.

## Espectroscopia de RMN
El NOE es útil para la espectroscopia de RMN para la asignación de estructuras. En dicha aplicación, el NOE difiere del acoplamiento espín-espín en que el NOE ocurre a través del espacio, no a través de enlaces químicos. De este modo, átomos próximos en el espacio pueden dar un NOE, mientras que el acoplamiento de espín solo es observado cuando los átomos están conectados por 2-3 enlaces químicos. Las distancias interatómicas derivadas del NOE a menudo ayudan a confirmar la estructura tridimensional de una molécula. En 2002, Kurt Wütrich recibió el Premio Nobel de Química por demostrar que el NOE podía ser aprovechado usando espectroscopia de RMN bidimensional para determinar la estructura tridimensional de macromoléculas biológicas en disolución.
Algunos ejemplos de técnicas experimentales de RMN bidimensional que aprovechan el NOE incluyen espectroscopia de efecto nuclear Overhauser (NOESY), espectroscopia de efecto nuclear Overhauser heteronuclear (HOESY), espectroscopia rotatoria de efecto nuclear Overhauser (ROESY), efecto nuclear Overhauser transferido (TRNOE) y eco de gradiente de espín NOE en campo de doble pulso (DPFGSE-NOE). El NOESY consiste en la determinación de las orientaciones relativas de los átomos en una molécula, produciendo una estructura tridimensional. HOESY es NOESY de correlación cruzada entre átomos de diferentes elementos. ROESY implica el bloque de la magnetización del espín para evitar que valga 0,lo cual se usa para moléculas en las que el NOESY normal no es aplicable. TRNOE mide el NOE entre dos moléculas diferentes que interactúan en la misma disolución, como por ejemplo una proteína y su ligando.

## Historia
La base teórica para el NOE fue descrita y corroborada experimentalmente por Anderson y Freeman en 1962. El NOE es una extensión del trabajo seminal del físico estadounidense Albert Overhauser quien postuló en 1953 que la polarización de espín nuclear podía ser aprovechada mediante la irradiación de microondas de electrones conductores en ciertos metales. El efecto general de Overhauser fue demostrado experimentalmente por primera vez en ese mismo año,1953,por T.R.Carver y C.P.Slitcher. Otra explicación temprana así como la observación experimental del NOE llegó en 1963 por Kaiser en un experimento de RMN donde la polarización de espín se transfirió de una población de espines nucleares a otra, en lugar de espines electrónicos a espines nucleares. Sin embargo, la base teórica y las ecuaciones de Solomon aplicables ya habían sido publicadas en 1955. Poco después de su descubrimiento, el NOE fue usado para la elucidación de compuestos orgánicos.